# Mistrzostwa Polski Juniorów w Lekkoatletyce 2012
66. Mistrzostwa Polski Juniorów w Lekkoatletyce – zawody lekkoatletyczne dla sportowców do lat 20 organizowane pod egidą Polskiego Związku Lekkiej Atletyki, które odbywały się od 22 do 24 czerwca 2012 w Białymstoku. Białystok był gospodarzem tej imprezy także w 2010 roku, kiedy to odbyły się 64. Mistrzostwa Polski Juniorów.

## Rezultaty

### Mężczyźni
| Konkurencja:                  | 1. miejsce                                     | Rezultat      | 2. miejsce                                                                         | Rezultat     | 3. miejsce                                 | Rezultat   |
| Bieg na 100 m                 | Karol Zalewski KS AZS UWM Olsztyn              | 10,51 PB      | Kamil Bijowski KS Podlasie Białystok                                               | 10,64 PB     | Przemysław Słowikowski MMKS Gdańsk         | 10,66      |
| Bieg na 200 m                 | Karol Zalewski KS AZS UWM Olsztyn              | 20,99         | Przemysław Słowikowski MMKS Gdańsk                                                 | 21,67        | Rafał Smoleń MKS-SMS Victoria Racibórz     | 21,71      |
| Bieg na 400 m                 | Patryk Dobek SKLA Sopot                        | 46,25 PB      | Rafał Smoleń MKS-SMS Victoria Racibórz                                             | 46,81        | Piotr Kuśnierz MKS MOS Wrocław             | 47,35 PB   |
| Bieg na 800 m                 | Artur Kuciapski RKS Łódź                       | 1:50,24       | Łukasz Gurtkiewicz MKS-MOS Płomień Sosnowiec                                       | 1:50,86 PB   | Maciej Nitka MULKS MOS Sieradz             | 1:51,59 PB |
| Bieg na 1500 m                | Łukasz Gurtkiewicz MKS-MOS Płomień Sosnowiec   | 3:54,17       | Miłosz Borowski MKS Durasan Płońsk                                                 | 3:54,90      | Mateusz Wyszomirski OKS Start Otwock       | 3:57,39    |
| Bieg na 3000 m                | Szymon Kulka ULKS Lipinki                      | 8:12,16       | Paweł Szostak MKS Unia Hrubieszów                                                  | 8:16,79 PB   | Mateusz Wyszomirski OKS Start Otwock       | 8:20,82    |
| Bieg na 110 m przez płotki    | Filip Drozdowski MKL Toruń                     | 13,75         | Grzegorz Szade AZS-AWF Katowice                                                    | 14,01        | Tomasz Kołodziejski MKL 12 Jelenia Góra    | 14,08      |
| Bieg na 400 m przez płotki    | Marcin Młynarczyk MKS-SMS Victoria Racibórz    | 51,82 PB      | Patryk Adamczyk UKS Kusy Warszawa                                                  | 52,46 PB     | Bartłomiej Czajkowski UKS Kusy Warszawa    | 52,71 PB   |
| Bieg na 3000 m z przeszkodami | Maciej Bielawiec KS Podlasie Białystok         | 9:06,75       | Bartłomiej Przedwojewski MKS MOS Wrocław                                           | 9:10,46      | Dawid Konieczek WMLKS Nadodrze Powodowo    | 9:12,83    |
| Skok w dal                    | Damian Otto BKS Bydgoszcz                      | 7,34          | Szymon Rajtak KS Agros Zamość                                                      | 7,24         | Michał Kalinowski GKS Olimpia Grudziądz    | 7,09       |
| Trójskok                      | Mateusz Magiera TL ROW Rybnik                  | 15,34         | Sławomir Glapiński MULKS MOS Sieradz                                               | 15,24        | Radosław Kobylarz BKS Bydgoszcz            | 14,90      |
| Skok wzwyż                    | Maciej Kiendzierski MKLA Łęczyca               | 2,16 PB       | Tomasz Jaroszewicz KS Podlasie Białystok Mariusz Baszczyński UKS Orkan Środa Wlkp. | 2,03 PB 2,03 |                                            |            |
| Skok o tyczce                 | Karol Pawlik SL WKS Zawisza Bydgoszcz          | 5,00          | Mateusz Jerzy SL WKS Zawisza Bydgoszcz                                             | 4,80         | Dawid Tomailk ULKS Muflon Bielawa          | 4,65 PB    |
| Pchnięcie kulą                | Krzysztof Brzozowski MKS-MOS Płomień Sosnowiec | 21,14 NJR     | Andrzej Regin PKS Gwardia Szczytno                                                 | 18,68        | Mikołaj Orcholski SL WKS Zawisza Bydgoszcz | 18,24      |
| Rzut dyskiem                  | Wojciech Praczyk UKS Uczniak Szprotawa         | 64,22 NJR WJL | Damian Kamiński MKS Pułtusk                                                        | 58,30        | Paweł Pasiński MLKS Nadwiślanin Chełmno    | 57,24 PB   |
| Rzut młotem                   | Sebastian Dobkowski KS Podlasie Białystok      | 68,82         | Sebastian Nowicki RKS Skra Warszawa                                                | 66,13        | Arkadiusz Rogowski AZS-AWF Warszawa        | 66,04      |
| Rzut oszczepem                | Kacper Oleszczuk KS Polonia Pasłęk             | 71,42 PB      | Piotr Antosik UKS Korabka Łowicz                                                   | 69,77 PB     | Marcin Kotuk KS Podlasie Białystok         | 68,10 PB   |
| Dziesięciobój                 | Krzysztof Miara UKS Kusy Warszawa              | 6653 pkt.     | Damian Tomalik ULKS Muflon Bielawa                                                 | 6409 pkt.    | Michał Wróblewski MUKS Szok Bojanowo       | 6398 pkt.  |

### Kobiety
| Konkurencja:                  | 1. miejsce                                   | Rezultat   | 2. miejsce                                          | Rezultat   | 3. miejsce                                   | Rezultat  |
| Bieg na 100 m                 | Angelika Stępień TL Pogoń Ruda Śląska        | 11,73      | Katarzyna Sokólska UKS 19 Bojary Białystok          | 11,97      | Monika Wiekiera MKS Durasan Płońsk           | 12,07     |
| Bieg na 200 m                 | Patrycja Wyciszkiewicz SL Olimpia Poznań     | 23,73 PB   | Angelika Stępień TL Pogoń Ruda Śląska               | 23,78      | Natalia Podlaszczak MKL Szczecin             | 24,38 PB  |
| Bieg na 400 m                 | Patrycja Wyciszkiewicz SL Olimpia Poznań     | 52,82 PB   | Martyna Dąbrowska UKS 19 Bojary Białystok           | 54,67 PB   | Małgorzata Curyło MKL Toruń                  | 55,85     |
| Bieg na 800 m                 | Syntia Ellward AZS-AWFiS Gdańsk              | 2:18,27    | Martyna Puschhaus TL Pogoń Ruda Śląska              | 2:19,49    | Patrycja Bujnicka MLKS Ostróda               | 2:20,10   |
| Bieg na 1500 m                | Angelika Stefańska OŚ AZS Poznań             | 4:37,84    | Martyna Puschhaus TL Pogoń Ruda Śląska              | 4:41,32    | Marta Jusińska AKL Ursynów Warszawa          | 4:43,76   |
| Bieg na 3000 m                | Angelika Stefańska OŚ AZS Poznań             | 10:02,03   | Emilia Kondeja UKS Victoria Józefów                 | 10:06,95   | Anna Wójcik KKS Victoria Stalowa Wola        | 10:07,18  |
| Bieg na 100 m przez płotki    | Karolina Kołeczek UKS Trójka Sandomierz      | 13,81      | Martyna Mąkosa RLTL ZTE Radom                       | 14,58      | Martyna Kuźnicka AZS-AWFiS Gdańsk            | 14,71     |
| Bieg na 400 m przez płotki    | Agnieszka Karczmarczyk MMKS Gdańsk           | 59,22      | Paulina Mamrot BKL Bełchatów                        | 60,48      | Martyna Polkowska KS Polonia Pasłęk          | 62,11     |
| Bieg na 2000 m z przeszkodami | Joanna Terefenko LKS Jantar Ustka            | 6:54,47 PB | Samanta Paraniak MKS Piast Lwówek Śląski            | 6:54,75 PB | Małgorzata Kołacka SL Olimpia Poznań         | 7:00,94   |
| Skok w dal                    | Karolina Markiewicz KS Podlasie Białystok    | 5,92       | Ewa Korniluk KS Podlasie Białystok                  | 5,87       | Karolina Czajkowska UKS Kusy Warszawa        | 5,72      |
| Trójskok                      | Magdalena Doroszczuk AZS UMCS Lublin         | 12,39 PB   | Angelika Wysocka BKS Bydgoszcz                      | 12,35 PB   | Agnieszka Sobieska MKS Juvenia Puszczykowo   | 12,13     |
| Skok wzwyż                    | Aneta Rydz RLTL ZTE Radom                    | 1,72       | Małgorzata Abramiuk LKS Olimpic Szczecin            | 1,72       | Izabela Wilkos GKS Olimpia Grudziądz         | 1,70      |
| Skok o tyczce                 | Ewa Gałwa AZS-AWF Warszawa                   | 3,50       | Anastazja Kaliniczenko OSOT Szczecin                | 3,40       | Patrycja Nycz UKS Olimp Mazańcowice          | 3,40      |
| Pchnięcie kulą                | Angelika Kalinowska SL WKS Zawisza Bydgoszcz | 13,94      | Katarzyna Kozera LKS Górnik Wałbrzych               | 12,80 PB   | Aleksandra Bok WMLKS Nadodrze Powodowo       | 12,69     |
| Rzut dyskiem                  | Karolina Makul WKS Śląsk Wrocław             | 47,48      | Lidia Augustyniak LKS Maraton Turek                 | 44,35 PB   | Katarzyna Moś WKS Śląsk Wrocław              | 43,29     |
| Rzut młotem                   | Malwina Kopron KS Wisła Puławy               | 64,88 PB   | Sandra Malinowska LLKS Pomorze Stargard Szczeciński | 62,02      | Maja Nyks MUKS Park Zduńska Wola             | 51,90     |
| Rzut oszczepem                | Malwina Kopron KS Wisła Puławy               | 51,66 PB   | Karolina Bołdysz KS Polonia Pasłęk                  | 50,43      | Patrycja Chyła LLKS Ziemi Kociewskiej Skórcz | 44,99     |
| Siedmiobój                    | Marika Marlicka KS Agros Zamość              | 4785 pkt.  | Zuzanna Łabiak AZS-AWFiS Gdańsk                     | 4715 pkt.  | Milena Pokorska WLKS Iganie Nowe             | 4683 pkt. |